# Казе Бокачи (Пескара)
Казе Бокачи (итал. Case Boccacci) је насеље у Италији у округу Пескара, региону Абруцо.
Према процени из 2011. у насељу је живело 23 становника. Насеље се налази на надморској висини од 399 м.